# Ouratea calantha
Ouratea calantha là một loài thực vật có hoa trong họ Ochnaceae. Loài này được Gilg mô tả khoa học đầu tiên năm 1903.